# 何寶生
何寶生（英語：Timmy Ho Po Sang，1967年11月15日—），前香港無綫電視及亞洲電視男藝員，現為出家僧人，法號釋道生。

## 簡歷
何寶生1967年出生於家境富裕，他父親白手興家，從一個小型工廠起家，做到資產超過億萬。何寶生在1990年於加拿大溫哥華西門菲莎大學心理學系學士畢業，回港後同年加入無綫電視藝員訓練班而入行，且在訓練班未畢業已經被《娛樂新聞眼》監製看中，任命當上該節目主持而開始為觀眾認識。其後簽約唱片公司，1992年2月推出合輯唱片《男女之間》，緊接同年8月再推出首張個人專輯《仲夏情懷》，主打歌《夢薔薇》反應不俗。
何寶生在無綫電視曾擔任《勁歌金曲》、《娛樂新聞眼》、《週末任你點》等節目的主持人，繼而又拍攝連續劇。1994年至1996年於多部電視劇中擔任男主角，包括《清宮氣數錄》、《白髮魔女傳》、《運轉乾坤》、《水餃皇后》等。1998年，何寶生在同時拍攝完《濟公》之後與TVB解除包薪以及無綫電視的合約期滿後並不再續約，所以選擇並轉投亞洲電視，之後就他在TVB的劇集大都由之前的男主或男二變為配角甚至客串，如《鑑證實錄》裡戲份雖少但是讓人過目不忘的高級化驗師董岸風和《刑事偵緝檔案Ⅲ》裡身世淒苦但是愛護兄長的程守望。
何寶生在1992年的文字訪問《一心陽光的何寶生》中說到：“我自幼已很怕鬼，十多歲大，仍要走到爸爸的房間，睡在他旁邊的地下，好讓他垂下手來給我捏著。從加拿大回港後，媽媽知我怕鬼便給我念《般若心經》，念了後，明白到無需害怕靈體，也發現佛教很多道理跟自己的人生觀很吻合，於是繼續閱讀其他佛學、釋說的書籍，人也越來越開朗”。“還未有入教，出家的念頭，可能未有緣，但保持現狀也很開心”。從這篇訪問可以得知，寶生信佛並不是之前廣為流傳的版本，即1996年拍攝笑傲江湖時因為飾演岳不群的王偉的點化而癡迷上佛學，早在1992年甚至更早時期，寶生就已經發現佛教很多道理跟自己的人生觀很吻合，並開始閱讀其他佛學、釋說的書籍了。
2005年，何寶生在大嶼山寶林禪寺出家為僧，法號道生。自2005年突然出家後，何寶生一直沒有任何消息曝光。然而在2008年，卻因為有盜賊到何寶生隱居的寺廟偷金鏈，正好被他碰到，這才透露了他的行蹤。何寶生離開寶林寺後從此雲遊四海。
2010年，有人透露在紐西蘭曾看到何寶生聯同開著camper van雲遊。2012年有人在加拿大多倫多見到他，並拍下照片。
2015年初，何寶生聯同曾與的麥長青參加某活動時被問及好友的等公佈消息，麥長青指對方現時不在亞洲生活，生活隱世，大家靠電郵聯絡，要等他去到一個能收到電郵的地方才會回覆，起碼要等足一年半載。

## 演出作品

### 電視劇（無綫電視）
| 年份   | 劇名                                    | 角色                          | 合作演员                                                                       |
| 1990年 | 燃燒歲月                                | 李侍衛長                      | 龔慈恩                                                                         |
| 1990年 | 零點出擊                                | 小女孩爸爸                    | 溫兆倫                                                                         |
| 1990年 | 午夜太陽                                | 夜總會客人                    | 黃秋生                                                                         |
| 1992年 | 我愛牙擦蘇                              | 凌雲佳                        | 張衛健、黎姿、劉小慧、關海山、曾偉權、蔣志光、林漪娸、許志安、葉玉萍、歐陽震華 |
| 1993年 | 九彩霸王花                              | 王嘉明                        | 邵美琪、陳淑蘭、羅嘉良、盧宛茵、楚原、蘇杏璇                                   |
| 1993年 | 鎮金女人周記-與狼共事                   | 阿杰                          | 何婉盈、戴志偉、許秋怡                                                         |
| 1993年 | 開心華之里                              | 張家明                        | 關詠荷、葉蘊儀                                                                 |
| 1994年 | 包青天之碾玉观音 因內部經濟糾紛未能播出 | 崔寧                          | 蔡少芬                                                                         |
| 1994年 | 清宮氣數錄                              | 何 蟲                         | 陳松伶、梁小冰、王書麒、何婉盈、羅樂林、張國樑                                 |
| 1995年 | 白髮魔女傳                              | 卓一航                        | 蔡少芬、陳嘉輝、鄧兆尊、吳詠紅、劉桂芳、陳珮珊                                 |
| 1995年 | 命轉乾坤                                | 郑浩然                        | 劉丹、張國強、傅明憲                                                           |
| 1995年 | 水餃皇后                                | 余子峰                        | 陳松伶、黎耀祥、陳彥行、張慧儀、蘇杏璇                                         |
| 1995年 | 金牙大狀（貳）                          | 王日出                        | 鄭丹瑞、伍詠薇、梁藝齡、崔嘉寶                                                 |
| 1995年 | 尋龍劍俠賴布衣                          | 傅天華                        | 譚耀文、梁小冰                                                                 |
| 1996年 | 笑傲江湖                                | 林平之                        | 呂頌賢、梁藝齡、陳少霞、王偉                                                   |
| 1997年 | 濟公                                    | 李釋元                        | 梁榮忠、梁小冰、陳少霞                                                         |
| 1997年 | 當女人愛上男人                          | 羅永坤                        | 梅小惠、郭可盈、江欣燕、劉錦玲、陳啟泰、魏駿傑                                 |
| 1997年 | 刑事偵緝檔案III                         | 程守望                        | 陶大宇、郭可盈、陳法蓉、梁榮忠、鍾麗淇、楊婉儀、廖啟智、艾威、汪琳琳           |
| 1997年 | 廉政追緝令                              | 羅家杰                        | 古天樂、陳法蓉、袁潔瑩、張玉珊、馬德鐘                                         |
| 1997年 | 鑑證實錄                                | 董岸風 David 法證部高級化驗師 | 劉倩怡、林保怡、李珊珊、陳慧珊、魯文傑、鍾麗淇、郭政鴻                         |
| 1998年 | 外父唔怕做                              | Sue (鍾樂怡之前任男友)        | 張家輝、楊千嬅、傅明憲、湯盈盈                                                 |
| 1998年 | 乾隆大帝                                | 弘晝                          | 古天樂、翁虹、姜大衛、郭政鴻                                                   |
| 1998年 | 緣來沒法擋                              | 郭祖祥（Winson）              | 林家棟、袁潔瑩、湯盈盈                                                         |
| 1998年 | 冤家宜結不宜解                          | 唐澤明                        | 吳啟華、郭可盈、阮兆祥、江欣燕、吳美珩、程可為                                 |

### 電視劇（亞洲電視）
| 年份   | 劇名                                                             | 角色           | 合作演员                                                                       |
| 1999年 | 海瑞鬥嚴嵩                                                       | 嚴世蕃         | 陳庭威、陳煒、劉永、石修                                                       |
| 2000年 | 武狀元蘇燦                                                       | 常風           | 謝君豪、樊亦敏、張茜                                                           |
| 2000年 | 妳想的愛                                                         | 向先生（客串） | 陳秀雯                                                                         |
| 2001年 | 騷東坡（別名：風騷才子 (台灣譯名) / 風流才子蘇東坡 (大陸譯名) ） | 謝端卿/佛印    | 鄭則仕、饒林紅、黎耀祥、江美儀、龔施茜、王書麒、黃允材、李潤祺、田蕊妮、袁文傑 |

### 電視劇（中國大陸）
| 年份   | 劇名                         | 角色   | 合作演员               |
| 1999年 | 蘇州二公差（別名：太子當差） | 龐元旦 | 呂頌賢、陳國邦、蔣勤勤 |

### 電影
| 年份   | 片名     | 角色   | 合作演员               |
| 1993年 | 臨時演員 | 偉仔   | 黃一山、梁榮忠         |
| 1997年 | 豪情蓋天 | 子華   | 王敏德、張智霖         |
| 1998年 | 殺手之王 | David  | 曾志偉、梁詠琪、李連杰 |
| 2000年 | 奪命屋   | 任少傑 | 谷峰、張楠、羅樹琪     |

### 短劇
| 年份   | 劇名               | 角色 |
| 2002年 | 《廉洁选举百分百》 | 阿财 |
| 2003年 | 《女人多自在2》    | 阿辉 |

### 舞台劇
| 年份 | 劇名       | 角色     |
|      | 《禅悟》   | 达摩徒弟 |
|      | 《唐三藏》 | 唐三藏   |

## 節目主持
| 年份   | 節目名                                                                  |
| 1991年 | 《娱乐新闻眼》（其他主持人：陳家碧、黃一山）                            |
| 1992年 | 《週末任你點》（其他主持人：樊亦敏）                                    |
| 1996年 | 《寰宇风情》北海道特輯（其他主持人：黃紀瑩）                            |
| 1998年 | 《永安中國遊 吃喝玩乐在福建》（其他主持人：汪明荃、袁彩雲）             |
| 1998年 | 《康泰最緊要好玩 澳洲旅遊新發現》（其他主持人：黃日華、梁珮盈、陳穎妍） |

## 佛教短片
| 年份 | 劇名                  | 角色 | 合作演员       |
|      | 拈花笑語系列—禪與生活 |      | 羅家英、呂頌賢 |

## 教學短片
- 何寶生教電腦之壹技傍身（砌機、超頻等)
- 寶生知識寶庫（邦你剪片 由零開始、用Photoshop邦你改相等）
- 何寶生教你點玩滑板車
- 職安局 - 整裝待發：個人防護計劃&nbsp（同劇演員：袁彩雲、蔣克）
- 寓意試丹心 閱讀策略：ETV教育（同劇演員：魯文傑、鄭子誠、張國權）

## 發行單曲
- 2000年：忘盡心中情&nbsp（《武狀元蘇燦》片尾曲）收錄于《勢在亞洲》專輯

## 音樂作品
| 專輯資料                                                        | 曲目 |
| --------------------------------------------------------------- | --- |
| 《男女之間》（與何詠琳合輯） - 發行日期：1992年2月 - 語言：粵語 | 曲目 1. 男女之间 - 何咏琳/何宝生 2. 把回忆交还给你 - 何咏琳 3. 悲哀的心情 - 何宝生 4. 挑选 - 何宝生 5. 挽留 - 何咏琳 6. 不得了 - 何咏琳/何宝生 7. 送给我-Kiss - 何宝生 8. 一去不复还 - 何咏琳 9. 情是何价 - 何宝生 10. 不想习惯 - 何咏琳 |
| 《仲夏情懷》 - 發行日期：1992年8月 - 語言：粵語                 | 曲目 1. 一生想念你 2. 梦蔷薇 3. 没方向的星 4. 谁都知我喜欢你 5. 你可知我想你 6. 临行前别让我伤心 7. 倒泻香槟 8. 陪伴我可不可 9. 叹息故事 10. 醉吧!醉吧!                                                                                  |
| 《相愛相聚》 - 發行日期：1993年11月 - 語言：粵語                | 曲目 1. 相爱相聚 2. 抱拥多一遍 3. 曾为你动情 4. 日落情人 5. Just Take My Heart 6. 谁梦里有泪 7. 夜的性感 8. 从来没有问你爱谁 9. 潮心 (周慧敏合唱) 10. 梦蔷薇                                                                             |
| 《寶生舞》 - 發行日期：1998年 - 語言：國語、粵語                | 曲目 1. Christy 2. 相信多一次 3. 不懂说话的我 4. 过火 5. 希冀 6. 太刻意 7. 无从... 8. 只求原谅我 9. Christy(国语) 10. 照片(不懂说话的我 国语) 11. 今生相约(希冀 国语) 12. 隔岸观火(过火 国语) 13. 恋着一个你(相信多一次 国语)            |

## 外部連結
- 何寶生在互联网电影资料库（IMDb）上的資料（英文）
- 何寶生在香港影庫上的簡介
- 何寶生在豆瓣上的资料（简体中文）
- 何寶生在时光网上的簡介（简体中文）